# Baukonstruktion
Unter Baukonstruktion versteht man die Konstruktion von Bauwerken und Gebäuden. Sie umfasst sowohl den Konstruktionsprozess als auch das Ergebnis, das Gefüge der Bauteile im fertigen Bauwerk. Der Begriff bezeichnet auch ein typisches Lehrfach im Bauingenieur- und Architekturstudium sowie die zugehörigen Lehrstühle wie etwa der Lehrstuhl für Ingenieurholzbau und Baukonstruktionen in Karlsruhe.
Die Baukonstruktion ist geprägt von Normen, Vorschriften und technischen Regeln, den sogenannten anerkannten Regeln der Technik.
Angrenzende Fachgebiete im Bauwesen sind Baustoffkunde, Bauphysik und Bauchemie, die sich mit der Materialbeschaffenheit von Baustoffen beschäftigen und die Tragwerkslehre beziehungsweise Statik, die mechanische Phänomene untersucht. Übergreifend kann man bei diesen Gebieten auch von Bautechnologie sprechen.

## Kategorisierung
Eine eindeutige Einteilung der Baukonstruktion ist nicht möglich. Man kann Baukonstruktionen nach verschiedenen Kriterien kategorisieren.

### Nach Bauteilen
- Gründung, zum Beispiel: Tiefgründung, Flachgründung
- Abdichtung, zum Beispiel: Weiße Wanne, Schwarze Wanne
- Wandkonstruktion
- Decke
- Dachkonstruktion, zum Beispiel: Sparrendach, Pfettendach

### Nach Material
- Holzbau, Holztafelbauweise
- Lehmbau, Mauerwerksbau
- Stahlbau, Metallbau
- Betonbau, Stahlbetonbau, Faserbetonbau
- Spritzbetonbau
- Trockenbau
- Konstruktionen mit Pflanzen: Hangsicherung, Spritzbegrünung

### Nach Fügung der Bauteile
- Massivbau
- Schottenbauweise
- Systembau
- Skelettbauweise, Fachwerk
- Schuppenförmige Konstruktionen: Ziegeldeckung, Schindeldeckung
- Beschichtung zum Beispiel Putz, Lackierung

### Nach Bautechnologien
wie die Bauteile während der Bauphase zusammengefügt werden
- Großtafelbauweise
- Raumzellenbauweise

### Nach Bauphasen
- Erdbau
- Rohbau
- Innenausbau

Eine aus der Sanierung von Gebäuden bekannte Art der Beschreibung erfolgt nach den sogenannten Baualtersklassen. Hierbei werden nach Baujahr des Objektes baualterstypische Konstruktionen nach Bauteilgruppen ausgewiesen.